# Lycée d'élite Quốc Học – Huế
 (janvier 2018).
Si vous disposez d'ouvrages ou d'articles de référence ou si vous connaissez des sites web de qualité traitant du thème abordé ici, merci de compléter l'article en donnant les références utiles à sa vérifiabilité et en les liant à la section « Notes et références ».
Le lycée d'élite Quốc Học – Huế (en vietnamien Trường Trung học Phổ thông Chuyên Quốc Học ou Quốc Học-Huế) est une lycée célèbre dans l'ancienne capitale de Hué, au Viêt Nam. Quoc Hoc est le troisième plus ancien lycée du Viêt Nam après le Collège Chasseloup-Laubat (fondé en 1874, rebaptisée  lycée Le Quy Don à Ho Chi Minh-Ville) et le collège de My Tho (fondé en 1879, rebaptisée lycée Nguyen Dinh Chieu, ville de My Tho, province de Tien Giang).
Le lycée Quoc Hoc est réputée pour ses résultats académiques exceptionnels et le niveau des enseignants. Le lycée est actuellement sélectionné par le gouvernement vietnamien pour être l'une des trois lycées de haute qualité au Vietnam (avec le lycée d’élite Le Hong Phong à Ho Chi Minh Ville, le lycée Chu Van An à Hanoi). Quoc Hoc est également célèbre pour ses anciens élèves qui sont devenus des dirigeants politiques, y compris Hô Chi Minh (Nguyen Tat Thanh) et Ngo Dinh Diem.